# Lakecia Benjamin
Lakecia Benjamin (New York, 1982. október 20. – ) amerikai dzsessz-szaxofonos.

## Pályafutása
Lakecia Benjamin New Yorkban nőtt fel. A Fiorello LaGuardia High School for the Performing Arts-ban tanult szaxofonozni, majd a New York-i New School dzsessz fakultásán tanult. Ekkor már olyan híres partnerekkel játszott, mint Clark Terry, Reggie Workman, Rashied Ali, a David Murray Big Banddel, Vanessa Rubin, James Blood Ulmer.
Session-zenészként dolgozott többek között Stevie Wonder, Alicia Keys, Macy Gray, The Roots, Anita Baker mellett.
2012-ben kiadta debütáló albumát, a Retoxot, ezt követte a Rise Up. Harmadik albumán  egy big bandben játszott.

## Albumok
- 2012: Retox
- 2018: Rise Up (CD, album)
- 2020: Pursuance: The Coltranes

## Díjak
- 2020: Down Beat kritikusai szavazásán az altszaxofon kategória győztese.

## Filmek
- Lakecia Benjamin az IMDb-n

## Fordítás
- Ez a szócikk részben vagy egészben  a   Lakecia Benjamin című német Wikipédia-szócikk ezen változatának fordításán alapul.  Az eredeti cikk szerkesztőit annak laptörténete sorolja fel. Ez a jelzés csupán a megfogalmazás eredetét és a szerzői jogokat jelzi, nem szolgál a cikkben szereplő információk forrásmegjelöléseként.